# Laís Bodanzky
Laís Bodanzky (née le 23 septembre 1969 à São Paulo) est une réalisatrice, scénariste et productrice brésilienne. Elle a notamment réalisé le film La Bête à sept têtes (2001) qui a remporté de nombreux prix. Laís Bodanzky est mariée au réalisateur et scénariste brésilien Luiz Bolognesi, avec qui elle a deux enfants.

## Carrière
En 1994, Bodanzky co-écrit et réalise le court métrage Cartão Vermelho avec Guilherme Vasconcelos. L'année suivante, elle produit et participe au montage du court métrage Pedro e o Senhor de Luiz Bolognesi. En 1999, elle co-réalise avec Luiz Bolognesi le documentaire Cine Mambembe - O Cinema Descobre o Brasil,  qui remporte le prix du meilleur documentaire de plusieurs festivals brésiliens et internationaux (Cuba, États-Unis et Uruguay notamment). 
En 2001, Bodanzky dirige le long métrage La Bête à sept têtes, écrit par Luiz Bolognesi. Elle rencontre dans un premier temps des difficultés à obtenir un financement pour ce film, en raison de la réticence de plusieurs entreprises à soutenir un film portant sur la drogue. Le film est finalement réalisé avec comme acteurs principaux Rodrigo Santoro, Cássia Kiss et Gero Camilo. L'année suivante, elle co-réalise le documentaire Guerra dos Paulistas avec Luiz Bolognesi qui porte sur la révolution brésilienne de 1932.
Elle co-écrit et réalise en 2007 le film Tourbillons puis, trois ans plus tard, elle réalise Les Plus Belles Choses au monde (pt), film écrit par Luiz Bolognesi. En 2012, Bodanzky participe au projet Mundo Invisível (pt) en réalisant l'un des douze sketches du film, O Ser Transparente. L'année suivante, elle écrit et réalise le documentaire Mulheres Olímpicas, qui porte sur la place des femmes dans le domaine du sport.
En 2014, Bodanzky co-réalise la série documentaire Educação.doc avec Luiz Bolognesi. Cette série comprend 5 épisodes de 20 minutes et traite notamment de l'éducation dans les établissements publics brésiliens. Pour réaliser cette série, Bodanzky et Bolognesi ont interviewé des élèves et des professeurs de huit différents établissements brésiliens pour comprendre comment améliorer la qualité de l'enseignement public brésilien. En 2015, Bodanzky participe à l'écriture du scénario de la deuxième saison de la série brésilienne Psi, aux côtés des réalisateurs Alex Gbassi, Tata Amaral et Rodrigo Meirelles, entre autres.

## Filmographie
Courts métrages
- Cartão Vermelho : co-scénariste et réalisatrice (1994)
- Pedro e o Senhor : productrice et monteuse (1995)
- O Ser Transparente, sketch du film collectif Mundo Invisível (pt) : réalisatrice (2012)

Documentaires
- Cine Mambembe - O Cinema Descobre o Brasil : co-réalisatrice (1999)
- Mulheres Olímpicas : scénariste et réalisatrice (2013)
- Educação.doc (série documentaire) : co-réalisatrice (2014)

Longs métrages
- La Bête à sept têtes (Bicho de Sete Cabeças) : réalisatrice (2001)
- Tourbillons (Chega de Saudade) : co-scénariste et réalisatrice (2007)
- Les Plus Belles Choses au monde (pt) (As Melhores Coisas do Mundo) : réalisatrice (2010)
- Comme nos parents (Como Nossos Pais) : réalisatrice (2017)
- Le Voyage de Pedro (pt) (A Viagem de Pedro) : réalisatrice, co-scénariste et productrice (2021)

Séries
- Psi : co-scénariste de plusieurs épisodes de la saison 2 (2015)

Clips vidéos
- Fora de Si, chantée par le brésilien Arnaldo Antunes : réalisatrice (2001)
- Essa Mulher, chantée par Arnaldo Antunes : réalisatrice (2002)

## Théâtre
- Essa Nossa Juventude : directrice de la pièce (2005)
- Menecma : directrice de la pièce (2011)[6]